# Calamoncosis
Calamoncosis là một chi ruồi trong họ Chloropidae.